# ملعب 24 فيفري 1956
ملعب 24 فبراير 1956 هو ملعب لكرة القدم بمدينة سيدي بلعباس بطاقة استيعابية تقدر بـ 45.000 متفرج وافتتح في 19 يونيو 1981. يشغل الملعب أساسا فريق اتحاد بلعباس ويتميز بأرضـية من العشب الإصطناعي

## معلومات حول الملعب
بُني ملعب 24 فبراير 1956 سنة 1981 من طرف شركة إيطالية وشكله وتصميم هذا الملعب بشبه تصميم الملاعب الإيطالية كـملعب أولمبيكو. كما يعتبر من أجمل وأكبر الملاعب الجزائرية يتميز بشكله الهندسي حيث يستطيع استيعاب من 60 حتى 70 ألف مناصر ويعد ثالث أكبر ملعب بعد ملعبي 5 يوليو وملعب عنابة.
تبلغ نسبة المقاعد المُضـللة فيه 30%، و يحتوي الملعب على مضمار ألعاب قوى وميدان الملعب مُعشب طبيعي مـن الجيل السادس. في اليوم الأول من افتتاحه، أقيم فيه نهائي كأس الجزائر بين اتحاد الجزائر وجمعية وهران والتي انتهت بفوز الاتحاد.
كان الملعب معشوشب اصطناعيا ومؤخرا تم تغييره إلى عشب طبيعي. ويحتوي الملعب كذلك على مسبح وقاعات لكرة السلة وكرة اليد كما يملك قاعة لنفخ العضلات ما يجعل منه ملعبا أولمبيا.

## وصلات خارجية
- Stadium Information نسخة محفوظة 11 يونيو 2012 على موقع واي باك مشين.
- dzfoot club profile